# Kirkland (Illinois)
Kirkland es una villa ubicada en el condado de DeKalb en el estado estadounidense de Illinois. En el Censo de 2010 tenía una población de 1744 habitantes y una densidad poblacional de 548,79 personas por km².

## Geografía
Kirkland se encuentra ubicada en las coordenadas 42°5′25″N 88°50′55″O / 42.09028, -88.84861. Según la Oficina del Censo de los Estados Unidos, Kirkland tiene una superficie total de 3.18 km², de la cual 3.15 km² corresponden a tierra firme y (0.98%) 0.03 km² es agua.

## Demografía
Según el censo de 2010, había 1744 personas residiendo en Kirkland. La densidad de población era de 548,79 hab./km². De los 1744 habitantes, Kirkland estaba compuesto por el 95.01% blancos, el 0.52% eran afroamericanos, el 0.4% eran amerindios, el 0.69% eran asiáticos, el 0% eran isleños del Pacífico, el 2.24% eran de otras razas y el 1.15% pertenecían a dos o más razas. Del total de la población el 7.74% eran hispanos o latinos de cualquier raza.